# Stadion Metalist w Charkowie
Stadion Metalist (ukr. Обласний Спортивний Комплекс „Металіст”, ang. Metalist Stadium) – wielofunkcyjny stadion w Charkowie na Ukrainie. Swoje mecze na tym stadionie rozgrywa klub piłkarski Metalist 1925 Charków oraz tymczasowo na czas działań wojennych w Donbasie Szachtar Donieck. Stadion spełnia parametry obiektu olimpijskiego.
W przeszłości stadion nazywał się „Traktor”, od 1940 „Dzierżyniec”, a od 1967 – „Metalist”.

## Przebudowa
Został wybrany jedną z aren na Mistrzostwa Europy w Piłce Nożnej 2012. W związku z tym stadion został przebudowany i jego ponowne otwarcie nastąpiło 5 grudnia 2009, w dniu 50. urodzin prezesa klubu Metalist Ołeksandra Jarosławskiego, który w 30% sfinansował remont stadionu.

## Mecze Euro 2012
Podczas Mistrzostw Europy w 2012, które odbyły się w Polsce oraz na Ukrainie na stadionie rozegrano trzy mecze fazy grupowej.
| Nr | Rodzaj rozgrywek | Data i godzina CEST   | Drużyna 1  | Wynik | Drużyna 2 | Strzelcy bramek                               | Frekwencja |
| -- | ---------------- | --------------------- | ---------- | ----- | --------- | --------------------------------------------- | ---------- |
| 1  | ME 2012 Grupa B  | 9 czerwca 2012 18.00  | Holandia   | 0:1   | Dania     | Michael Krohn-Dehli                           | 35 923     |
| 2  | ME 2012 Grupa B  | 13 czerwca 2012 20.45 | Holandia   | 1:2   | Niemcy    | Robin van Persie – Mario Gómez (2x)           | 37 750     |
| 3  | ME 2012 Grupa B  | 17 czerwca 2012 20.45 | Portugalia | 2:1   | Holandia  | Cristiano Ronaldo (2x) – Rafael van der Vaart | 37,445     |